# Uldum Gademusik Festival
Uldum Gademusik Festival er en uldumsk festival, der tager udgangspunkt i glad musik, som de fleste kan synge med på. Udover musikscener, så vil der også være danseopvisning, kræmmermarked og veteranbiler, -motorcykler m.m. 
Festivalen afholdes i Uldum hvert år den første lørdag i juli. Overskuddet fra festivalen uddeles til lokale foreninger og borgergrupper i Uldum-området.

## Historie
Festivalen blev første gang afholdt i 1996 og har sit udspring i folkemusikkurserne på Uldum Højskole med musiklærer Flemming Sønderup i spidsen.
I 2019 blev idémanden Flemming Sønderup syg, og festivalen blev for første gang aflyst. I juni samme år gik Flemming Sønderup bort.
Så kom Covid-19, hvorfor folkene bag festivalen den 20. april var nødt til at aflyse festivalen. I 2021 spændte Covid-19 igen ben for festivalen, men efterhånden som landet blev lukket mere og mere op, så blev der arrangeret en særudgave af festivalen (Uldum Gademusik Festival ULTRA) den 27. august 2021 med musik fra 10.00-22.00. Der skulle stadigvæk tages mange forholdsregler ift. at holde afstand, vise Coronapas, registrere alle gæster m.m. Derfor blev det besluttet at flytte festivalen til Uldum Stadion.
I 2022 var Danmark igen blev åbnet op, men som så mange andre festivaler, så havde Uldum Gademusik Festival store problemer med at skaffe frivillige.
Den traditionelle festival blev igen aflyst og blev erstattet af "Hygge på torvet".
Vinteren 2022/2023 har folkene bag festivalen revurderet festivalens koncept, så der bl.a. ikke er brug for så mange frivillige.
Næste festival er planlagt til 1. juli 2023.

## Scener
Festivalpladsen bygges op omkring 2 musikscener samt 1 dansescene.